# Династија (ТВ серија из 1981, 4. сезона)
Четврта сезона серије Династија премијерно је емитована у Сједињеним Америчким Државама на каналу АБЦ од 28. септембра 1983. године до 9. маја 1984. године. Радња серије коју су створили Ричард и Естер Шапиро, а продуцирао Арон Спелинг, врти се око породице Карингтон, богате породице из Денвера у Колораду.
Главне улоге у другој сезони тумаче: Џон Форсајт као нафтни тајкун и милионер Блејк Карингтон, Линда Еванс као његова нова супруга Кристал, Памела Су Мартин као Блејкова тврдоглава ћерка Фалон, Памела Белвуд као проблематична супруга геолога "Денвер−Карингтона" Клаудија Блајздел, Џон Џејмс као женскарош Џеф Колби, Гордон Томсон као Блејков старији син Адам, Џефри Скот као Кристалин бивши супруг Семјуел Џенингс, Џек Колман као Блејков млађи син Стивен, Кетлин Белер као Џозефова ћерка Кирби, Ли Бергер као кућепазитељ Карингтонових Џозеф Андерс, Хедер Локлер као Кристалина сестричина Саманта Џозефин Дин, Дебора Адер као помоћница за односе с' јавношћу Трејси Кендал, Хелмут Бергер као женскарош Питер де Вилбис, Мајкл Нејдер као предузетник Декс Декстер, Дајен Керол као Блејкова полусестра Доминик Деверо и Џоан Колинс као Блејкова бивша супруга Алексис.

## Развој
Како је познатост серије расла у четвртој сезони (сада је била трећа по гледаности у сезони 1983−84), бивши предсендик Џералд Форд, прва дама Бети и државни тајник Хенри Кисинџер су гостовали током 1983. године.
Мајкл Нејдер је уведен као Фарнсворт "Декс" Декстер, Блејков пријатељ и могући дечко за Алексис. Иако је Декс сматран за споредну улогу и краткотрајног лика, Нејдерово тумачење је учинило лик "неочекивано омиљеним". Како је био један од петорице глуумаца разматраним за улогу, Нејдеру је хемија са Колинсовом донела улогу. Колинсова је рекла за Нејдера: "Он је јако романтични водећи човек и има извесну злокобну количину".
Дајан Керол је такође уведена као богата певачица и предузетница Доминик Деверо, а отпочетка је замишљена као противница Алексис Колби, главне зликовкиње коју је тумачила Џоан Колинс. За Доминик се открило да је Блејкова полусестра у петој сезони. Како је примећено да сапуница са све већом гледаношћу није још ни пипнула родове и пошто је Керолова желела да буде "прва телевизијска кучка црнкиња", , она је рекла свом управнику да се јави продуценту Династије Арону Спелингу, али није било одговора све док се она и Спелинг нису касније срели. Спелинг је рекао: "Кад је Дајан дошла, Естер Шапиро и ја смо је погледали и рекли Боже, она је Династија". Керолова је рекла Шапировој те вечери: "Ако нећете мене, нека дође неко други јер је време". Спелингова је рекла: "Такорећи смо склопили уговор док смо пили те вечери у кафани". Кад се придружила Династији, Керолова је постала прва глумица црнкиња која је добила епизодну улогу у вечерњој сапуници, а Доминик првим промискуитетним ликом црнцем у сапуници ударног термина. Она се појавила у последње две епизоде четврте сезоне и добила је уговор за још 17 од 29 епизода пете сезоне.  Председник огранка из Холивуда и Беверли Хилса "НУНО-а" Вилис Едвардс је рекао за избор Керолове за улогу: "Ово је велика ствар што се нас тиче. Боримо се за овако нешто годинама". Линда Еванс која је тумачила Кристал је рекла тада: "Мислим да утицај њеног доласка неће само дотаћи црнце. Ја мислим да ће бити одлично за све људе који је виде".
Мартинова је напустила серију у мају 1984. године. У то време је часопис Њујорк цитирао Мартинову кад је рекла да је телетивијза "ограничена". Часопис САД Данас је објавио 2006. године да је Мартинова "напустила ДИнастију јер је осетила да јој је "глатки" лик претворен у жртву". 2011. године је рекла: "Постала сам изузетно позната у то време и то ми је било мало непријатно". Спелинг је написто у свом саможивотопису 1996. године: "После четири сезоне, Памела Су Мартин је хтела да напусти Династију и уда се, а ми јој нисмо стајали на путу".

## Радња
Стивен и Блејк су се борили за старатељство над његовим и сином Семи Џо Денијем, а лажне оптужбе око Блејкове трговине оружјем које је наместила Алексис претиле су да му упропасте посао. На крају сезоне, Фалон је нестала таман пред другу удају за Џефа, а Алексис је ухапшена због убиства Марка Џенингса.

## Улоге
- Џон Форсајт као Блејк Карингтон
- Линда Еванс као Кристал Карингтон
- Памела Су Мартин као Фалон Карингтон
- Памела Белвуд као Клаудија Блајздел (епизоде 4-27)
- Џон Џејмс као Џеф Колби
- Гордон Томсон као Адам Карингтон
- Џефри Скот као Семјуел Џенингс (епизоде 1-25)
- Џек Колман као Стивен Карингтон
- Кетлин Белер као Кирби Андерс
- Ли Бергер као Џозеф Андерс (епизоде 1-2)
- Хедер Локлер као Саманта Џозефин Дин (епизоде 4-6, 24-27)
- Дебора Адер као Трејси Кендал (епизоде 7-27)
- Хелмут Бергер као Питер де Вилбис (епизоде 8-16, 18)
- Мајкл Нејдер као Декс Декстер (епизоде 9-27)
- Дајен Керол као Доминик Деверо (епизоде 26-27)
- Џоан Колинс као Алексис Карингтон

## Епизоде
| Бр. еп. (укупно) | Бр. еп. (у сезони) | Наслов              | Редитељ              | Сценариста                                                                  | Премијера           | Прод. код | Гледаност у САД-у (милиони) |
| --- | ------------------ | ------------------- | -------------------- | --------------------------------------------------------------------------- | ------------------- | --------- | --------------------------- |
| 62 | 1                  | "Хапшење"           | Ирвинг Џ. Мур        | Синопсис: Едвард Де Бласио Сценарио: Ајлин и Роберт Мејсон Полок            | 28. септембар 1983. | DY-060    | 27.20                       |
| Марк Џенингс је спасио Алексис и Кристал да не изгоре у викендици. Полиција је пронашла неколико осумњичених, али су ухапсили Марка. Фалон је покушала да сазна више о Адамовом првом случају тровања, али је Адам свог лекара убедио да каже Фалон да је невин. Џеф води друштво "Колби" док Алексис није ту. Кад је сазнала да је Кристал изгубила дете због несреће на јахању, Кирби је узјахала дивљег коња и намерно изазвала несрећу. |                    |                     |                      |                                                                             |                     |           |                             |
| 63 | 2                  | "Викендица"         | Алф Кџелин           | Синопсис: Едвард Де Бласио Сценарио: Ајлин и Роберт Мејсон Полок            | 5. октобар 1983.    | DY-061    | 22.50                       |
| Марк је пуштен из притвора кад му је Блејк платио 100000 за јемство да би доказао Кристал да је поштен човек. После несреће, Кирби се поверила Кристал да дете није Џефово. Адам је покушао да убеди Стивена да раде заједно против Џефа, али није успео. Адам се одселио из Алексисиног поткровља јер је осећао да га не воли. У болници је неко покушао да убије Алексис. Џозеф се убио.Последња појава Џозефа Андерса. |                    |                     |                      |                                                                             |                     |           |                             |
| 64 | 3                  | "Порука"            | Џером Куртленд       | Синопсис: Едвард Де Бласио Сценарио: Ајлин и Роберт Мејсон Полок            | 19. октобар 1983.   | DY-062    | 25.00                       |
| После Џозефовог самоубиства, Блејк и Џеф су пронашли његову опроштајну поруку у којој је признао да је он запалио викендицу да би убио Алексис. Кирби је остала сломљена због очевог самоубиства па се поверила Кристал да је намерно изазвала несрећу јер је дете Адамово. Клаудија Блајздел је пуштена из болнице па је започела поново везу са Стивеном. Фалон је наставила своју истрагу око Адамовог првог случаја. Кад је Блејк видео да Стивенов пријатељ Крис који је педер живи са њим и Денијем, он је рекао Стивену да ће се борити за старатељство.                |                    |                     |                      |                                                                             |                     |           |                             |
| 65 | 4                  | "Рочиште (1. део)"  | Роберт Ширер         | Синопсис: Денис Тарнер Сценарио: Ајлин и Роберт Мејсон Полок                | 26. октобар 1983.   | DY-063    | 22.90                       |
| Кирби је навалила да јој Алексис каже која је права побуда за то што је њен отац покушао да је убије. У налету беса је покушала да задави Алексис. Адам се уселио у вилу Карингтонових и почео је да ради за Блејка. Клаудија је почела да ради са Фалон у "Ла Миражу". Стивен је пронашао једну социјалну радницу како му њушка по стану, а она је касније сведочила на рочишту око старатељства. Ту је и Алексис сведочила да је Блејк покушао да купи дете од Семи Џо и да је лош отац. Кристал је сведочила у вези Стивена, али је Блејк забранио да је унакрсно испитају. |                    |                     |                      |                                                                             |                     |           |                             |
| 66 | 5                  | "Рочиште (2. део)"  | Ирвин Џ. Мур         | Синопсис: Едвард Де Бласио Сценарио: Ајлин и Роберт Мејсон Полок            | 2. новембар 1983.   | DY-064    | 22.10                       |
| Алексис је дошла кући и затекла обијен стан. Фалон је сведочила о Стивеновом понашању. Фалон и Џеф су одлетели у Монтану како би добили податак у вези тровања и тамо су преноћили. Адама је Алексис упозорила. На сведочењу је Семи Џо изрежирала приче о Стивеновом педерлуку. Клаудија је банула Семи Џо у хотелску собу и опалила јој шамар због лагања. Клаудија је рекла Стивену да је смислила план како да задржи старатељство над сином. |                    |                     |                      |                                                                             |                     |           |                             |
| 67 | 6                  | "Нежни другови"     | Филип Ликок          | Синопсис: Едвард Де Бласио Сценарио: Ајлин и Роберт Мејсон Полок            | 9. новембар 1983.   | DY-065    | 23.80                       |
| Како би задржао старатељство над Денијем, Стивен и Клаудија су одлетели у Рено и венчали се. Кад је судија добио уверење да ће заједно одгајати дете, тужба је одбачена. У покушају да поврати Кристал, Блејк јој је понудио посао у Односима с' јавношћу "Денвер−Карингтона". Фалон и Џеф су истражили тровање у Монтани и остали су запањени кад су открили да се тужилац звао Мајкл Торенс − а то име је Адам користио пре доласка у Денвер. |                    |                     |                      |                                                                             |                     |           |                             |
| 68 | 7                  | "Трејси"            | Филип Ликок          | Синопсис: Едвард Де Бласио Сценарио: Ајлин и Роберт Мејсон Полок            | 16. новембар 1983.  | DY-066    | 20.60                       |
| Алексис је схватила да јој је Адам сместио Џефово тровање. Службеница у Односу с' јавношћу "Денвер−Карингтона" Трејси Кендал се разбеснела кад је Блејк дао посао који је она хтела Кристал. Марк је претерао кад је предложио Кристал да се помире и напао је кад је одбила.Прва појава Трејси Кендал. |                    |                     |                      |                                                                             |                     |           |                             |
| 69 | 8                  | "Декс"              | Лорејн Сена Ферара   | Синопсис: Денис Тарнер Сценарио: Ајлин и Роберт Мејсон Полок                | 23. новембар 1983.  | DY-067    | 21.30                       |
| Џеф је оптужио Алексис да га је отровала. У граду се појавио извесни Фарнсворт "Декс" Декстер који жели да уђе у посао и задовољство са Алексис.Прва појава Фарнсворта Декстера. |                    |                     |                      |                                                                             |                     |           |                             |
| 70 | 9                  | "Питер де Вилбис"   | Џером Куртленд       | Синопсис: Едвард Де Бласио Сценарио: Ајлин и Роберт Мејсон Полок            | 30. новембар 1983.  | DY-068    | 24.40                       |
| Пошто се Џеф вратио да ради за "Денвер−Карингтон", Кристал је кренула да се обрачуна са Алексис због опаски које је изнела у вези друштва. Фалон је упознала Питера де Вилбиса.Прва појава Питера де Вилбиса. |                    |                     |                      |                                                                             |                     |           |                             |
| 71 | 10                 | "Просидба"          | Кертис Харингтон     | Синопсис: Денис Тарнер Сценарио: Ајлин и Роберт Мејсон Полок                | 7. децембар 1983.   | DY-069    | 25.70                       |
| Декс је претекао Алексис око склапања новог пословног договора. Џеф је замало убио Адама због Кирбиног силовања. Блејк и Кристал су одлучили да се поново венчају. |                    |                     |                      |                                                                             |                     |           |                             |
| 72 | 11                 | "Велико вече"       | Филип Ликок          | Синопсис: Едвард Де Бласио Сценарио: Ајлин и Роберт Мејсон Полок            | 21. децембар 1983.  | DY-070    | 23.80                       |
| Кад је видео Фалон са Питером, Џеф се разбеснео. На пријему, Блејк је објавио да ће он и Кристал поново да се венчају. Због топле природе догађаја, Блејк и Стивен су одлучили да закопају ратне секире. |                    |                     |                      |                                                                             |                     |           |                             |
| 73 | 12                 | "Венчање"           | Ирвинг Џ. Мур        | Синопсис: Мајкл Раснов Сценарио: Ајлин и Роберт Мејсон Полок                | 28. децембар 1983.  | DY-071    | 26.00                       |
| Док се Блејк и Кристал спремају за другу свадбу, Трејси је почела да кује план да отме Кристал посао. Питер се изненада појавио у "Ла Миражу" и тражио Фалон, али му је за око запала Клаудија. |                    |                     |                      |                                                                             |                     |           |                             |
| 74 | 13                 | "Прстен"            | Кертис Харингтон     | Синопсис: Денис Тарнер Сценарио: Ајлин и Роберт Мејсон Полок                | 4. јануар 1984.     | DY-072    | 23.90                       |
| Преплашена због тајанственог странца, Клаудија је одлучила да би она, Стивен и Дени требало да се преселе у вилу Карингтонових. Трејси је наставила са својим сплеткама. Џеф и Кирби су се развели и тиме поставили темеље за везу ње и Адама. |                    |                     |                      |                                                                             |                     |           |                             |
| 75 | 14                 | "Ланселот"          | Ирвинг Џ. Мур        | Синопсис: Мајли Тагарт Сценарио: Ајлин и Роберт Мејсон Полок                | 11. јануар 1984.    | DY-073    | 25.70                       |
| Фалон је приметила не тако племениту Питерову особину. Трејси је сместила Кристал неуспех пред Блејком и одбором, а себи јунаштво. Клаудија је почела да прима чудне поруке. Кирби се срушила. |                    |                     |                      |                                                                             |                     |           |                             |
| 76 | 15                 | "Напад"             | Џорџ Стенфодрд Браун | Синопсис: Денис Тарнер Сценарио: Ајлин и Роберт Мејсон Полок                | 18. јануар 1984.    | DY-074    | 24.80                       |
| Кирби је почела да слаби са здрављем. Иако је запросио Фалон, Питер је наставио да мува Клаудију. |                    |                     |                      |                                                                             |                     |           |                             |
| 77 | 16                 | "Девојчица"         | Ирвин Џ. Мур         | Синопсис: Едвард Де Бласио Сценарио: Ајлин и Роберт Мејсон Полок            | 1. фебруар 1984.    | DY-075    | 25.40                       |
| Блејку није било свеједно кад је Фалон најавила да ће да се уда за Питера. Адам је коначно признао да је он стајао из Џефовог тровања. Кирбин и живот њеног нерођеног детета су у опасности. |                    |                     |                      |                                                                             |                     |           |                             |
| 78 | 17                 | "Несрећа"           | Џером Куртленд       | Синопсис: Присила Инглиш Сценарио: Ајлин и Роберт Мејсон Полок              | 22. фебруар 1984.   | DY-076    | 23.00                       |
| Клаудија је покушала да упозори Фалон на Питерово љубависање, али није наишла на разумевање. Трејси је кренула на крајње мере како би повредила Кристал. Кад је Питер изненада одлетео из Денвера, неутешну Фалон су ударила кола. |                    |                     |                      |                                                                             |                     |           |                             |
| 79 | 18                 | "Бдење"             | Филип Ликок          | Синопсис: Денис Тарнер и Мајкл Раснов Сценарио: Ајлин и Роберт Мејсон Полок | 29. фебруар 1984.   | DY-077    | 24.20                       |
| Док породица жури у болницу да буде са Фалон, Блејк је кренуо на задатак да ухвати Питера. МекВејн развија шаблон да уцењује Алексис. Адам и Кирби спремају свадбу.Последња појава Питера де Вилбиса. |                    |                     |                      |                                                                             |                     |           |                             |
| 80 | 19                 | "Кораци"            | Ирвинг Џ. Мур        | Синопсис: Денис Тарнер Сценарио: Ајлин и Роберт Мејсон Полок                | 7. март 1984.       | DY-078    | 25.90                       |
| Алексис се потпомогла јефтиним фазоном како би спречила свадбу Адама и Кирби. Клаудија је добила слику коју је Метју направио кад су се венчали па је наумила да иде у Перу где је он погинуо. |                    |                     |                      |                                                                             |                     |           |                             |
| 81 | 20                 | "Глас (1. део)"     | Џорџ Стенфорд Браун  | Синопсис: Едвард Де Бласио Сценарио: Ајлин и Роберт Мејсон Полок            | 14. март 1984.      | DY-079    | 24.60                       |
| Кад је открила да је трудна, Кристал је послала Трејси на пословни пут са Блејком. Клаудија се помирила са смрћу Метјуа и Линдзи. |                    |                     |                      |                                                                             |                     |           |                             |
| 82 | 21                 | "Глас (2. део)"     | Џером Куртленд       | Синопсис: Едвард Де Бласио Сценарио: Ајлин и Роберт Мејсон Полок            | 21. март 1984.      | DY-080    | 25.10                       |
| Алексис је почела да смишља план да уништи Блејков најновији прекоморски посао. Кад је Трејси опробала своје чари на Блејку, он јој је уместо повратних чари дао отказ. |                    |                     |                      |                                                                             |                     |           |                             |
| 83 | 22                 | "Глас (3. део)"     | Ирвинг Џ. Мур        | Синопсис: Едвард Де Бласио Сценарио: Ајлин и Роберт Мејсон Полок            | 28. март 1984.      | DY-081    | 25.20                       |
| Декс је побеснео на Алексис због њеног муљања са Рашидом Ахмедом. Кирби је наставила да открива истину о својим родитељима. Фалон је наставила да трпи последице од ударца колима. |                    |                     |                      |                                                                             |                     |           |                             |
| 84 | 23                 | "Рођендан"          | Ким Фридмен          | Синопсис: Сузан Милер Сценарио: Ајлин и Роберт Мејсон Полок                 | 4. април 1984.      | DY-082    | 23.60                       |
| Кристал је разговарала са Трејси. Фалон и Џеф су рекли породици да ће се поново венчати. Алексис се потресла кад је сазнала да је Кристал трудна. |                    |                     |                      |                                                                             |                     |           |                             |
| 85 | 24                 | "Признаница"        | Џером Куртленд       | Синопсис: Денис Тарнер Сценарио: Ајлин и Роберт Мејсон Полок                | 11. април 1984.     | DY-083    | 21.60                       |
| Кирбин покушај убиства Алексис није успео. Марк Џенингс је уценио Алексис за 100000 хиљада како би ћутао у вези њеног састанка са Рашидом Ахмедом у Хонг Конгу. |                    |                     |                      |                                                                             |                     |           |                             |
| 86 | 25                 | "Веридба"           | Ирвинг Џ. Мур        | Синопсис: Денис Тарнер Сценарио: Ајлин и Роберт Мејсон Полок                | 25. април 1984.     | DY-084    | 25.30                       |
| Алексис је сазнала да је Марк пронађен мртав испред њене зграде, а полиција није сигурна да ли је пао или га је неко гурнуо. Кристал је испитала Алексис о њеној "четвртој трудноћи".Последња појава Семјуела Џенингса. |                    |                     |                      |                                                                             |                     |           |                             |
| 87 | 26                 | "Нова дама у граду" | Џером Куртленд       | Синопсис: Едвард Де Бласио Сценарио: Ајлин и Роберт Мејсон Полок            | 2. мај 1984.        | DY-085    | 25.20                       |
| У граду се појавила тајаствена Доминик Деверо.Прва појава Доминик Деверо. |                    |                     |                      |                                                                             |                     |           |                             |
| 88 | 27                 | "Ружан сан"         | Ирвинг Џ. Мур        | Синопсис: Едвард Де Бласио Сценарио: Ајлин и Роберт Мејсон Полок            | 9. мај 1984.        | DY-086    | 25.70                       |
| Алексис је ухапшена због Марковог убиства. Док се спремала да се поново уда за Џефа, Фалон је имала још једну несносну главобољу па је излетела из куће и доживела трагичну саобраћајну несрећу.Последња појава Трејси Кендал. |                    |                     |                      |                                                                             |                     |           |                             |

## Пријем
У четвртој сезони, Династија је избила на треће место по гледаности са просечним бројем гледалаца од 22,4 милиона.